# Алдя-Теодорович Іон Христофорович
Іон Христофорович Алдя-Теодорович (7 квітня 1954, Леова, Молдова — 30 жовтня 1992, Кошерень) — відомий молдовський поет, композитор і співак. Молодший брат іншого відомого молдовського поета та пісняра Петре Теодоровича.

## Життєпис
З семирічного віку починає відвідувати музичну школу ім. Штефана Няга, а з 1969 року навчається в середній музичній школі в Тирасполі. Далі Іон продовжує здобуття музичної освіти в Кишинівській державній консерваторії ім. на курсі композитора П. Б. Рівіліса, звідки випустився 1981 року та Академію Музики, Театру та Образотворчих мистецтв, яку закінчує 1987 року.
Ще під час навчання у вищому навчальному закладі, разом зі своєю дружиною Дойною Алдя-Теодорович (одружилися 1981 року) створили творчий дует і з 1982 року разом виступали та записували пісні. Паралельно Іон працює саксофоністом у вокально-інструментальному ансамблі «Контемпоранул», керує гуртом «DiATe» та працює на посаді художнього керівника в театрі ім. Міхаеля Емінеску.

## Творчі досягнення
За свою творчу кар'єру Іон Алдя-Теодорович написав музику до таких фільмів як «Дисидент» та «Іона», понад 300 пісень, зокрема «Răsai», «Reaprindeţi candela», «Pentru ea», «Eminescu», «Trei culori», «Clopotul învierii», «Pace lumii», «Suveranitatea», «Maluri de Prut», що стали провідниками становлення незалежності Молдови. Однією з таких є створена 1990 року незабутня «Suveranitate» на текст Іона Хадирке, що й досі не втрачає своєї популярності.
Відомий також співпрацею на теренах Радянського Союзу з такими виконавцями, як Анастасія Лазарюк, Софія Ротару, Іон Суручану, Ніна Круликовська, Зинаїда Жулей.
Іон Алдя-Теодорович та його дружина Дойна Алдя-Теодорович загинули в автокатастрофі 30 жовтня 1992 року в Румунії, за 49 км від Бухаресту. Звістка про смерть народних улюбленців стала національною трагедією для Молдови. Поховано артистів на Центральному цвинтарі Кишинева.

## Нагороди та відзнаки
- 1989 — звання заслуженого артиста Республіки Молдова;
- 1992 — Орден Респібліки (посмертно).

В Молдові випущено пам'ятну монету на честь талановитого подружжя: в центрі вигравіювано зображення Дойни та Іона Алдя-Теодорович, а навколо — зроблено напис «DOINA ŞI ION ALDEA-TEODOROVICI DOUĂ INIMI GEMENE».
Син, Крісті Адля-Теодорович, в пам'ять про батьків започаткував проведення міжнародного фестивалю «Două inimi gemene» /«Два серця-близнюки», що з 2010 року проводиться за підтримки кишинівської мерії.

## Використані джерела
1. http://www.moldovenii.md/ru/people/327 [Архівовано 30 березня 2015 у Wayback Machine.]
2. http://www.trm.md/ru/moldova1/ei-au-facut-istorie-cuplul-doina-si-ion-aldea-teodorovici/